# Систем цивилне одбране Сједињених Америчких Држава
Систем цивилне одбране Сједињених Америчких Држава дефинише начин организовања цивилног друштва у циљу спровођења одговарајућих мера и активности ради заштите америчког цивилног становништва у време рата, као и од елементарних непогода и катастрофа за време мира. После терористичких напада 11. септембра 2001. године, организовање америчке цивилне одбране извршено је на нивоу Одељења домовинске безбедности (engl. Department of Homeland Security). Између 1979. и 2001. године, дужности цивилне одбране вршила је Федерална агенција за управљање ванредним ситуацијама (ФЕМА). Првобитно независна агенција, ФЕМА је на основу Закона о домовинској безбедности из 2002. године интегрисана у Одељење домовинске безбедности 2003. године.

## Историјски развој цивилне одбране
Од древних времена, градови су градили своје зидине на начин који би им омогућавао да се заштите од инвазија и пљачкашких похода непријатеља али и благовремено уочавање опасности. Међутим, такве активности традиционално нису обухваћене појмом цивилна одбрана. У том периоду изостаје организовано превентивно деловање цивилне одбране у САД имајући у виду одсуство озбиљнијих претњи од напада споља.

### Први светски рат
Цивилна одбрана представља тековину XX века, и у том периоду она прераста у државну функцију. На еволуцију цивилне одбране, како у свету тако и у Сједињеним Америчким Државама, одлучујући утицај имао је Први светски рат. То је био први велики тотални рат, који је захтевао укључивање и ангажовање целокупне популације. Развој далекометне артиљерије, авијације и бојевих отрова проузроковао је до тада незапамћена разарања, хиљаде повређених и погинулих. Државе су биле принуђене да уложе организован напор са циљем заштите становништва и материјалних и културних добара.
26. августа 1916. године у Сједињеним Америчким Државама основан је Савет Националне одбране. Функционисање цивилне одбране на федералном нивоу била је у надлежности овог тела, док су на нивоима држава и на локалном нивоу постојали супсидијарни савети који су пружали додатну подршку деловању система цивилне одбране. С обзиром на одсуство претњи од директног напада на обале Сједињених Држава, ова организација је своје деловање усмерила на супротстављање дезертерима, охрабривање мушкараца да се прикључе оружаним снагама, одржавању јавног морала и организацију целокупних људских и материјалних ресурса са циљем подршке ратним напорима. Са прекидом војних конфронтација, активности Савета народне одбране су обустављене.

### Други светски рат
У периоду између два светска рата долази до интензивнијих припрема држава за цивилну одбрану. Сједињене Америчке Државе не улазе у Други светски рат неспремно са аспекта цивилне одбране имајући у виду да је још пре напада на Перл Харбор, који је довео до уласка Сједињених Америчких Држава у рат, Председник САД, Френклин Рузвелт, реактивирао Савет за националну одбрану. Ипак, врло брзо идеја о државним и локалним саветима са значајним оптерећењима постала је неоснована, те је већи део одговорности за функционисање цивилне одбране пренет на федерални ниво оснивањем Канцеларије за цивилну одбрану у оквиру Канцеларије за планирање у ванредним ситуацијама у Извршном кабинету председника. Ове као и друге организације радиле су заједно на мобилизацији цивилног становништва као одговор на претњу.
Цивилна Ваздушна Патрола (енгл. Тhe Civil Air Patrol) окупљала је велики број цивилних пилота који су спроводили ваздушне патроле над обалама и границама и укључивали се у мисије тражења и спасавања по потреби.

#### Канцеларија за цивилну заштиту
Корпус цивилне одбране, организација која је била под управом Канцеларије за цивилну одбрану, окупљала је око 10 милиона добровољаца који су се обучавали за гашење пожара, деконтаминацију у случају напада хемијским оружјем, пружање прве помоћи, друге мере и активности.
Други светски рат, поред масовног страдања цивилног становништва и ратних разарања, обележен је и употребом квалитативно новог, нуклеарног оружја, које ће одлучујуће утицати на даљи историјски развој цивилне одбране.
За разлику од Првог светског рата, када је по окончању оружаних сукоба дошло до обустављања даљих напора у цивилној одбрани, након Другог светског рата систем цивилне одбране наставља интензивно да се развија, постављајући темеље за деловање цивилне одбране САД током Хладног рата.

### Хладни рат
Нове димензије које је попримио рат, а нарочито страх од употребе нуклеарног наоружања изазивао је забринутост код јавног мњења Сједињених Америчких Држава. Сама разорна моћ нуклеарног наоружања и могућност напада на САД довео је до већег интересовања за цивилну одбрану.
Сједињене Америчке Државе су уложиле значајан напор у подизању свести грађанима о потреби и значају активног учествовања у цивилној одбрани. Један од видова овакве едукативне активности био је и филм и књига „Опстанак под атомским нападом“ (енгл. Survival Under Atomic Attack).
Филм је показао грађанима како се целокупна породица може ангажовати и дати свој допринос у спровођењу мера уколико би се зачуле сирене које би упозоравале на предстојећи напад. Упоредо са популарношћу филма, у првој години објављивања књиге продато је преко милион примерака.
Такође, значајан допринос едукацији становништва о цивилној одбрани или постојали су курсеви организовани у школама, који су имали за циљ да упознају ученике основних и средњих школа о начинима изградње и одржавања склоништа, мерама безбедности, пружања неге и помоћи угроженима и настрадалима.

### Постхладноратовски период
Са завршетком Хладног рата долази до реорганизације цивилне одбране у САД. Фокус се са приступа „нуклеарног рата“ постепено преусмерава на приступ „свих опасности“ као свеобухватног приступа у управљању ванредним ситуацијама. Природне катастрофе и појављивање нових претњи, као што је тероризам, утицале су да се пажња преусмери са традиционалног приступа цивилне одбране на нове облике цивилне заштите, као што је управљање у ванредним ситуацијама и безбедност у домовини. 2006. године, стари лого цивилне одбране је коначно пензионисан и замењен новим логоом са стилизованим ЕМ (као симбол који означава управљање ванредним ситуацијама).  Нови лого је објавила |Федерална агенција за управљање ванредним ситуацијама. Међутим, старе ознаке (име и логотип) настављају да користе Цивилна одбрана Хаваја, Канцеларија за цивилну одбрану државе Гвам, као и канцеларија за цивилну одбрану Републике Филипини.

## Одељење домовинске безбедности
На основу Закона о домовинској безбедности из 2002. године извршена је реорганизација различитих федералних служби, и 2003. године формирано је Одељење домовинске безбедности (Департмент оф Хомеланд Сецуритy - ДХС).
ДХС има одговорност за следеће области: безбедност граница и саобраћај; информативну анализу и инфраструктурну заштиту; приправност за ванредне ситуације и реаговање; стратешке националне залихе; медицински систем у катастрофама; и тимове за реаговање и подршку у погледу нуклеарне и друге енергије.
Примарна мисија овог департмана јесте да:
1. спречи терористичке нападе унутар Сједињених Америчких Држава;
2. смањи рањивост САД и помогне при отклањању последица терористичких аката који се изводе против и унутар територије САД;
3. буде координатор цивилног планирања у ванредним ситуацијама;
4. осигура ефикасно и равноправно функционисање свих агенција унутар одељења;
5. осигура де се економска безбедност САД не смањи напорима, активностима, и програмима који су усмерени ка домовинској безбедности;
6. надгледа и контролише повезаност илегалне трговине са тероризмом, и предузима мере и активности за сузбијање илегалне трговине наркотицима; обавља друге послове и задатке који су му стављени у надлежност националним законима.

У погледу планирања ванредних ситуација одговорност има Директорат за ванредну приправност и одговор, који се налази у оквиру ДХС-а. Надлежности Директората су следеће:
- координација планова којима се обезбеђује континуитет рада савезне владе за време ванредних ситуација;
- координација рада на терену како би се смањили губици у људству и материјалним добрима;
- израда програма приправности, реаговања, опоравка, и ублажавања последица ванредних ситуација;
- обезбеђење ефикасности и расположивост свих система и ресурса у савладавању природних или од човека изазваних катастрофа;
- координацију и планирање ванредног ангажовања ресурса федералних агенција;
- консолидацију програма усмерених на заштиту и ублажавање последица потенцијалних катастрофа, укључујући руковођење у случају поплава, транспорт опасних материјала, безбедност брана, приправност за земљотресе;
- координацију програма приправности са државом и локалним владама, приватним сектором, НВО, укључујући и планирање у случају ванредних ситуација на нуклеарним електранама и складиштима војних хемијских залиха;
- обезбеђење федералног фокусирања на заштиту од пожара и едукацију јавности за заштиту од пожара;
- други послови.

ДХС управља савезним планом за реаговање у ванредним ситуацијама и ослања се на програме цивилног планирања у ванредним ситуацијама - ЦЕП, сарађујући са савезном и локалним владама. Глобални циљ ЦЕП-а јесте да има довољно могућности на свим нивоима владе да изађе у сусрет битним цивилним потребама у било којој ванредној ситуацији, укључујући природне катастрофе, војне нападе, технолошке катастрофе, и друге несреће које би могле озбиљно да угрозе безбедност грађана и државе. ДХС финансира ванредне управљачке програме, нуди техничке савете и обуке, и дефинише задатке за друге савезне агенције у ангажовању ресурса у време озбиљних катастрофа и ванредних ситуација.

## Агенције Одељења домовинске безбедности

### Федерална агенција за управљање ванредним ситуацијама (ФЕМА)
Федерална агенција за управљање ванредним ситуацијама (engl. Federal Emergency Management Agency - ФЕМА) је агенција Одељења домовинске безбедности Сједињених Америчких Држава, првобитно креирана на основу Председничког плана реорганизације из 1978, имплементираног кроз два извршна налога 1. априла 1979. Примарна сврха агенције је да координира и обезбеди ефикасан одговор на катастрофе, које су таквог обима и интензитета да превазилазе могућност локалних и државних власти да на њих одговоре. Да би дошло до активирања агенције, неопходно је да гувернер државе у којој је наступила катастрофа прогласи ванредно стање и формално затражи да Фема и савезна влада одговоре на катастрофу.

#### Историјат развоја
ФEMA може посматрати своје почетке од Конгресног акта 1803. године, донетог као одговор на низ пожара који су те године задесили мали лучки град Portsmouth, New Hampshire. У веку који је уследио ад хук закони били су усвојени више од 100 пута као одговор на урагане, земљотресе, поплаве и друге природне катастрофе. Такође, од 1930-их, покренути су различити видови програма којима је основни циљ био отклањање последица изазваних ванредним ситуацијама. Корпорација за обнову финансија добила је овлашћење да направи кредите за поправку и реконструкцију одређених јавних објеката након земљотреса, а касније и других врста катастрофа. Године 1934. Биро јавних путева, добио је овлашћења да обезбеди средства за обнову аутопутева и мостова оштећених природним катастрофама. Такође, 1965. године усвојен је закон о контроли поплава. Већ у том периоду указује се на потребу за појачаном сарадњом федералних агенција, имајући у виду да парцијални приступ, који је до тада преовладавао, није давао жељене резултате.

1. априла 1979. председник Џими Картер (Jimmy Carter) потписао је извршни налог о формирању Савезне агенције за управљање у ванредним ситуацијама. Фема је апсорбовала велики број агенција, укључујући Савезну управу за осигурање, Националну администрацију за контролу и спречавање пожара и Савезну администрацију за помоћ у случају катастрофа. Она је такође преузела одговорност за цивилну одбрану.
Значајну прекретница за систем националне безбедности Сједињених Америчких Држава били су терористички напади 11. септембра. Напади су указали на постојање слабости и недостатака у владиној координацији активности у погледу ванредних ситуација и катастрофа.У складу са потребама за реформом, Конгрес усваја Закон о домовинској безбедности 2002. године, којим се успоставља Одељење домовинске безбедности. Ова новооснована агенција има за циљ унапређење координације федералних агенција за спровођење закона, спремности на катастрофе и опоравка, заштитом граница и цивилном одбраном. Фема је ушла у састав Одељења домовинске безбедности 2003. године.

#### Стратешки план (2018—2022)
Стратешки план развијен је у сарадњи са државним и локалним органима власти, приватним сектором, невладиним организацијама и другим стратешким партнерима. План указује на кооперативност као значајну претпоставку ефикасног одговора на све изазове, ризике и претње.
План дефинише три свеобухватна стратешка циља:
- Изгадити културу спремности - под којом се подразумева да се сваки сегмент друштва, од појединаца до Владе, мора охрабрити и оснажити информацијама које су му потребне да се припреме за деловање у случају ванредних ситуација.
- Припремити нацију за катастрофалне несреће - Фема се ради остварења овог прокламованог циља залаже за сарадњу, партнерство и активно ангажовање свих сегмената друштва.
- Смањење комплексности Агенције - Фема треба да учини све како би смањила административна и бирократска оптерећења, која успоравају деловање агенције.

#### Мисија и приоритетне области
Мисија ФЕМА заснива се на спречавању и ублажавању последица елементарних непогода, терористичких аката и других катастрофа изазваних људским деловањем. Фема се залаже за свеобухватни, на процени ризика засновани, систем управљања у ванредним ситуацијама, заштиту, спремност, одговор и ублажавање последица. Са циљем адекватног реаговања у случају катастрофа, ФЕМА константно ради на усавршавању својих способности у следећим приоритетним областима:
- Збрињавање и помоћ жртвама катастрофа - Фема се залаже за јасан, равноправан приступ пружања помоћи у ванредним ситуацијама.
- Интегрисана спремност - агенција сарађује са другим савезним, државним, локалним службама и агенцијама као и са приватним сектором како би се допринело свеобухватној припремљености за деловање у случају катастрофа.
- Логистичка подршка - Агенција проналази адекватне начине за дистрибуције неопходних залиха угроженом становништву и припадницима јединица за хитне интервенције на терену.
- Смањење опасности - у раду ФЕМА доминира превентивни приступ, заснован на процени и смањењу ризика, како би се што ефикасније ограничили физичке и финансијске последице катастрофа.
- Комуникација у ванредним ситуацијама - односи се на успостављање ефикасног оперативно-комуникационог система у случају катастрофа.

### Федерални тренинг центар
Федерални тренинг центар за обуку у спровођењу закона (енгл. Federal Law Enforcement Training Centers - FLETC) намењен је за обуку и усавршавање припадника у циљу извршавања мера и активности ради ефикасног спровођења закона. Ово владино тело окупља 91 федералну агенцију за спровођење закона широм Сједињених Америчких Држава. Мисија ФЛЕТЦ-а је „... обучити оне који штите нашу домовину“. ФЛЕТЦ пружа обуку државним, локалним, кампусним, племенским и међународним агенцијама у спровођењу закона. Кроз Институт за полицијско руковање (енгл. Rural Policing Institute - RPI ) и Канцеларију за државну и локалну обуку (енгл. Office of State and Local Training), овај орган пружа бесплатне и нискобуџетне обука како државним, тако и локалним, кампусним и племенским службама у спровођењу закона.

### Управа за безбедност у транспорту
Управа за безбедност у јавном транспорту (енгл. Transportation Security Administration - TSA) надлежна је за очување безбедности у јавном ваздушном саобраћају у САД. Оформљена је као одговор на терористичке нападе 11. септембра 2001. године. ТСА запошљава ваздухопловне официре, наоружане федералне маршале на ваздухопловима, мобилне екипе, руководиоце паса, и специјалисте за експлозиве.

### Сервис за имиграциона питања
Сервис за имиграциона питања и питања натурализације (енгл. U.S. Citizenship and Immigration Services - USCIS) је агенција надлежна за административни систем натурализације и имиграције у земљи. Обавља многе задатке бивше службе за имиграцију и натурализацију (ИНС), која је расформирана Законом о домовинској безбедности из 2002. године и замењена са три компоненте у новоформираном ДХС: УСЦИС, Царина и заштита границе, и Имиграциона и царинска служба.

УСЦИС обавља многе задатке бившег ИНС-а, односно обрађује и одлучује о различитим имиграционим питањима, укључујући конкурисање за радне визе, азил и држављанство. Поред тога, агенција је званично задужена за чување националне безбедности, отклањање заосталих предмета имиграната и побољшање ефикасности.

### Царина и заштита границе
Царина и заштита границе (енгл. United States Customs and Border Protection - CBP) је највећа федерална агенција са седиштем у Вашингтону за спровођење закона у оквиру Одељењу домовинске безбедност САД и представља основну државна организација за контролу државних граница. Задужена је за регулисање и олакшавање међународне трговине, прикупљање увозних дажбина и спровођење прописа у САД, укључујући трговину, царине и имиграцију. Има радну снагу која броји више од 45.600 федералних агената и официра.

### Имиграциона и царинска служба
Имиграциона и царинска служба за спровођење закона (енгл. U.S. Immigration and Customs Enforcement - ICE) је агенција савезне владе Сједињених Америчких Држава задужена за имплементацију имиграционих закона САД и истраживање криминалне и терористичке активности страних држављана који живе у Сједињеним Државама. ИЦЕ има две основне компоненте: Истражно одељење домовинске безбедности и Одељење за операције извршења и уклањања.

ИЦЕ је федерална агенција под надлежношћу ДХС-а која је задужена за истрагу и примену више од 400 федералних статута унутар Сједињених Држава, и има аташее у главним америчким дипломатским мисијама у иностранству. ИЦЕ не патролира америчким границама, ту улогу обавља Гранична патрола Сједињених Држава, Јединица царине и заштите граница САД, које су сестринске агенција ИЦЕ-а. 

### Обалска стража
Обалска стража САД (енгл.  United States Coast Guard - USCG) је огранак оружаних снага Сједињених Америчких Држава и једна од седам униформисаних служби у земљи. Обалска стража је поморски, војни и вишеструки сервис јединствена међу војним огранцима САД надлежан за спровођење поморске мисије и закона (са јурисдикцијом у домаћим и међународним водама) и федералном мисијом регулаторних агенција у склопу своје мисије. Послује под надлежношћу ДХС-а током мира, а у току рата одредбом председника САД или Конгреса САД постаје део снага Морнарице.

Обална стража има више од 40.000 припадника, како мушкараца, тако и жена на активној дужности, 7.000 резервиста, 31.000 помоћника и преко 8.500 редовних цивилних службеника, што представља више од 87.000 припадника радне снаге. Обалска стража одржава велику флоту од 243 патролних бродова за обалске и океанске патроле, тегљаче и ледоломце под називом „Cutter“, и 1650 мањих бродова, као и широку авијациону дивизију која се састоји од 201 хеликоптера и авиона са фиксним крилом. Док је америчка Обалска стража најмања од свих америчких грана војне службе, по величини, Обалска стража САД је сама по себи 12. највећа поморска сила у свету. 

### Тајна служба
Тајна служба САД (енгл. United States Secret Service - USSS or Secret Service) је федерална служба надлежна за спровођење кривичних истрага и заштиту лидера нације.  До 2003. године, Тајна служба била је део Одељења за трезор, јер је агенција првобитно основана за борбу против тада распрострањеног фалсификовања америчке валуте.

Тајна служба има две мисије:

- Спровођење кривичних истрага - штити платне и финансијске системе Сједињених Држава од широког спектра финансијских и електронских злочина. Финансијске истраге укључују фалсификовање америчке валуте, преваре банака и финансијских институција, преваре путем поште, преваре путем телефонских веза, операције незаконитог финансирања и финансијске завере. Електронске истраге укључују кибер криминал, неовлашћене упаде у мрежу, крађу идентитета, преваре са приступним уређајима, преваре са кредитним картицама тј. крађу идентитета и злочине против интелектуалне својине.
- Мисија заштите лидера - обезбеђује председника Сједињених Држава, потпредседника Сједињених Држава, непосредних чланова породица председника и потпредседника, бивших председника, њихових супружника и њихове малолетне деце млађе од 16 година, главне председничке кандидате и њихове заменике, и њихове супружнике, и шефове страних држава. Тајна служба такође врши физичко обезбеђење Комплекса Беле куће, суседне зграде Министарства финансија, резиденције потпредседника, и свих страна дипломатске мисије у Вашингтону.

## Организација цивилне заштите у ванредним ситуацијама
Према уставу Сједињених Америчких Држава и уставу сваке федералне државе, гувернер спроводи законе државе и наредбе Државне националне гарде када је она ангажована од стране федералне владе. Када се догоди катастрофа, гувернер процењује обим катастрофе и одређује да ли да обезбеди државну помоћ коју захтевају локалне владе. Гувернер има овлашћења да прогласи ванредну ситуацију, да активира државни план за реаговање, и позове Националну гарду да узме учешће у активностима заштите и спасавања и отклањања насталих последица катастрофа. Све државе имају специјалне агенције које координирају планове за приправност у ванредним ситуацијама, руководе обуком и вежбама, и имају улогу гувернерове агенције за координацију у ванредним ситуацијама.

На локалном нивоу, у оквиру својих округа, градоначелници, градски руководиоци, полицијски и ватрогасни официри, јавни тужиоци и руководиоци задужени за јавно здравље одговорни су за сваку примену закона, безбедност, здравље и заштиту од пожара. Одговорни су за реаговање у ванредним ситуацијама, и за обезбеђивање првог реаговања на ванредне ситуације у оквиру својих јурисдикција. Локалне јурисдикције имају уговор о сарадњи и помоћи са другим, суседним локалним јурисдикцијама, што важи и за ватрогасне бригаде, полицију, прву помоћ, и друге ванредне службе дуж граница округа. 
 
 Конгрес САД је усвојио неколико закона који се односе на војну подршку у ванредним ситуацијама, придајући Националној гарди примарну одговорност када је у условима катастрофа потребна војна помоћ. Управљање у ванредним ситуацијама увек је у надлежности цивилне команде, док се ангажовање војних ресурса у таквим околностима ставља под контролу цивилних власти. Цивилне власти могу затражити помоћ од војних, обично у условима природних катастрофа, као што су на пример торнада, поплаве, земљотреси, или људски изазване катастрофе као што су експлозије или терористички акти.

У складу са федералним планом за реаговање, Департман цивилне одбране има примарну одговорност за јавне радове и представља агенцију која подржава преосталих 11 ванредних функција за подршку. Употреба војске за примену закона дозвољена је само тамо где је то специјално одређено законом. По федералном закону, војна подршка примени закона укључује операције против илегалних активности везаних за дрогу, помоћ за време цивилних немира, специјалних безбедносних операција у борби против тероризма, и других сличних претњи и опасности.

Све државе, федерална влада, и већина локалних влада имају законе или прописе којима се регулише ЦЕП, приправност и управљање кризама.

### Регионална организација
Регионалне канцеларије обављају све делегиране активности и задатке који се не извршавају у седишту Агенције. Ове канцеларије представљају организационе јединице уз помоћ којих се успоставља комуникација Агенције са државним властима и другим субјектима на државном и локалном нивоу, унутар сваког региона. Целокупна територија Сједињених Америчких Држава подељена је у 10 региона, у оквиру којих се налазе регионалне организационе јединице Фема.